# Tayseer Allouni
Tayseer Allouni est un journaliste hispano-syrien, né à Deir ez-Zor en Syrie le 20 mars 1955. Appartenant à la chaîne de télévision qatari Al Jazeera, il est le premier journaliste à avoir fait une interview avec Oussama ben Laden après les attentats du 11 septembre 2001.

## Carrière
Il a d'abord été journaliste à l'agence de presse nationale espagnole (EFE) puis de la chaîne Al Jazeera. En 1999, il est désigné correspondant de la chaîne à Kaboul. Il a couvert la guerre contre l'Afghanistan et l'Irak. Lors de la guerre contre l’Afghanistan, son bureau à Kaboul fut bombardé par l’US Air Force. Ensuite pendant la guerre contre l’Irak, son bureau de Bagdad fut à son tour bombardé, tuant le journaliste jordanien Tarek Ayyoub. Tayseer Alouni est allé alors se réfugier dans le bureau d’Abou Dhabi TV, qui fut lui aussi bombardé. Tayseer Alouni qui a la double nationalité espagnole et syrienne rejoint alors l’hôtel Palestine où se trouvent ses collègues espagnols. L'hôtel fut alors à son tour bombardé tuant un cadreur espagnol. 
Allouni a été arrêté en Espagne le 8 septembre 2003 sur renseignements fournis au gouvernement de José María Aznar par la CIA qui l’accusait d’être un militant d’Al-Qaïda. S’insurgeant contre cette incarcération, Aidan White, secrétaire général de la Fédération internationale des journalistes, avait aussitôt déclaré : « Au cours des dernières années, une irritation des Occidentaux, particulièrement des américains, s’est exprimée à l’encontre des médias arabes, et particulièrement d’Al-Jazira. Ses bureaux ont été attaqués militairement d’abord en Afghanistan, puis deux fois en Irak. Avec cette arrestation, cela commence à ressembler au développement d’une chasse internationale aux sorcières »[réf. nécessaire]. 
Le jeudi 18 septembre 2003, le juge espagnol Baltasar Garzón a inculpé Tayseer d'« intégration dans l'organisation terroriste Al-Qaïda » et l'a maintenu en détention. Le jeudi 23 octobre 2003, après quarante-cinq jours de détention le juge de l’Audience nationale Guillermo Ruiz Polanco lui accorde une mise en liberté sous caution au vu de son état de santé. Le 26 septembre 2005, Allouni est innocenté d'avoir appartenu à al-Qaida mais il est inculpé d'avoir collaboré avec un réseau terroriste et il est condamné à 7 ans de prison ferme. Allouni rejette toute connexion avec le réseau. Plusieurs organismes appellent à sa libération à côté de la Fédération internationale des journalistes comme l'observatoire français des droits de l'homme et la fondation Gandhi. Il est libéré en 2012.